# Conspiracy X
Conspiracy X è un gioco di ruolo di spionaggio alla X-Files, pubblicato dalla New Millennium Entertainment e successivamente dalla Eden Studios, ambientato in negli Stati Uniti che va dal periodo della guerra fredda sino ai giorni nostri. I giocatori impersonano agenti segreti di una squadra speciale invischiati in investigazioni riguardanti alieni ed esperimenti governativi sotto copertura.
Conspiracy X è prodotto e pubblicato in italiano nel 1996 dalla 3D6 Editoria sulla base della seconda revisione della prima edizione statunitense. Nonostante la copertina rifatta e le illustrazioni aggiuntive di disegnatori italiani, purtroppo la traduzione non è adeguata

## Sistema di gioco
La generazione dei personaggi avviene mediante l'acquisto di caratteristiche fisiche e mentali attraverso i punti dati al momento della creazione. Stare nella media delle caratteristiche fisiche e mentali non costa nulla mentre aumentarle o diminuirle costa o fa guadagnare punti in modo direttamente proporzionale a quanto ci si discosta dalla media.
Le classi o professioni che il personaggio può scegliere sono: agente CIA, agente DEA, agente FBI, scienziato della NASA, ricercatore occultista, ufficiale dell'esercito più i partecipanti a progetti governativi come il Progetto MKULTRA, Moondust e Rasputin. Per ognuna di esse si ha accesso ad abilità e competenze particolari nonché a risorse differenti. Quest'aspetto è ciò che caratterizza il gioco e lo rende originale.
Dopo aver generato il personaggio, infatti, i giocatori si riuniscono assieme per creare il loro quartier genereale o cellula. Le risorse e l'avere un gruppo di giocatori più vario possibile serve per attrezzare il proprio centro di indagini. Se è vero che tutti possono avere accesso ad un computer portatile, farà comodo avere un agente dei servizi segreti in squadra se si vogliono avere delle microspie professionali o un camioncino attrezzato per la sorveglianza.